# Astat
Astat (chemická značka At, latinsky Astatinum) je druhým nejtěžším známým prvkem ze 17. skupiny (halogeny), existuje pouze ve formě nestabilních radioaktivních izotopů. Název pochází ze starořeckého ἄστατος „nestálý“.

## Základní fyzikálně-chemické vlastnosti
Astat nemá žádný stabilní izotop a v přírodě se vyskytuje jen v naprosto nepatrných množstvích jako člen některé z uranových, popř. thoriové rozpadové řady, přičemž se sám velmi rychle dále radioaktivně přeměňuje. Byl proto objeven teprve roku 1940 pomocí cyklotronem iniciované přeměny izotopu bismutu 209Bi.
V současné době je známo přibližně dvacet radioizotopů astatu, z nichž nejstabilnější 210At má poločas rozpadu 8,1 hodiny. Kvůli této nestabilitě jader astatu nebylo doposud nikdy připraveno takové množství tohoto prvku, které by umožnilo podrobnější studium jeho fyzikálního a chemického chování. Vědci odhadují, že má černý povrch, ale nikdo to neví jistě.

## Historie
Existence eka-jódu byla předpovězena již Mendělejevem. Astat byl poprvé připraven v roce 1940 na University of California v Berkeley ostřelováním bismutu částicemi alfa. 

## Sloučeniny
Mnoho sloučenin astatu bylo připraveno a studováno v mikroskopickém množství, protože se velmi rychle rozpadají vlivem radioaktivity. Využití těchto sloučenin je hlavně pro teoretické studie, ale předpokládá se i možné využití v nukleární medicíně.

### Kyseliny
Nejsou známy žádné kyseliny odvozené od astatu, protože astat nemá žádný stabilní izotop, a proto není kyselina astatovodíková známa.

## Izotopy
Astat má 39 známých izotopů, všechny jsou radioaktivní. Jejich nukleonová čísla se pohybují v rozmezí 191 až 229. Také známe 23 metastabilních excitovaných stavů. Nejdéle žijícím izotopem je 210At s poločasem rozpadu 8,1 hodiny. Nejkratší poločas rozpadu ze známých izotopů má 213At (125 ns).